# Anders Rekdal
Anders Rekdal (* 4. Januar 1987 in Oslo) ist ein ehemaliger norwegischer Freestyle-Skier. Er startete in der Disziplin Skicross.

## Werdegang
Rekdal nahm von 2002 bis 2005 als Alpiner Skirennläufer vorwiegend an FIS-Rennen teil und startete im Skicross erstmals im März 2005 in Grindelwald im Freestyle-Skiing-Weltcup, wobei er aber vorzeitig ausschied. In den folgenden Jahren holte er bei den Juniorenweltmeisterschaften 2006 in Krasnoe Ozero die Silbermedaille und wurde bei den Juniorenweltmeisterschaften 2007 in Airolo Zehnter. In der Saison 2009/10 kam er im Weltcup erstmals in die Punkteränge und erreichte in Blue Mountain mit dem 15. Platz sein bestes Ergebnis im Weltcup. Beim Saisonhöhepunkt, den Olympischen Winterspielen 2010 in Vancouver, fuhr er auf den 22. Platz. Seinen 18. und damit letzten Weltcup absolvierte er im Februar 2013 in Sotschi, welchen er auf dem 62. Platz beendete.

## Erfolge

### Olympische Spiele
- 2010 Vancouver: 22. Platz Skicross

### Weltcupwertungen
| Saison  | Gesamt | Gesamt | Skicross | Skicross |
| Saison  | Platz  | Punkte | Platz    | Punkte   |
| ------- | ------ | ------ | -------- | -------- |
| 2009/10 | 126.   | 3      | 46.      | 36       |
| 2012/13 | -      | -      | 62.      | 3        |

### Weitere Erfolge
- Juniorenweltmeisterschaften 2006: 2. Platz Skicross
- Juniorenweltmeisterschaften 2007: 10. Platz Skicross